# Малиновка (Шабалинский район)
Малиновка — упразднённая в 1994 году деревня в Шабалинском районе Кировской области России. Входила на год упразднения в состав Высокораменского сельсовета. Ныне урочище на территории  Высокораменского сельского поселения.

## География
Деревня находилась в западной части региона, в пределах Волжско-Ветлужской равнины, в подзоне южной тайги,  примерно в 700 метрах на восток от упразднённой в том же 1994 году деревни Тепляшинская.

## Климат
Климат характеризуется как континентальный, с продолжительной холодной снежной зимой и умеренно тёплым коротким летом. Среднегодовая температура — 1,6 °C. Средняя температура воздуха самого холодного месяца (января) составляет −13,8 °C; самого тёплого месяца (июля) — 17,5 °C . Безморозный период длится 89 дней. Годовое количество атмосферных осадков — 721 мм, из которых 454 мм выпадает в тёплый период.

## История
Снята с учёта Постановлением Думы Кировской области от 22.11.1994 № 7/54.

## Известные уроженцы, жители
Блинов, Евгений Михайлович — советский государственный деятель. Последний председатель Владивостокского горисполкома (1990—1992).

## Транспорт
Просёлочная дорога к Тепляшинской.